# Faust (film 1911)
Faust è un cortometraggio muto del 1911 diretto da Cecil M. Hepworth. Una delle numerose versioni cinematografiche del mito di Faust, il film - che prende spunto dall'opera di Gounot - fu interamente sonorizzato con il sistema Vivaphone.

## Produzione
Il film fu prodotto dalla Hepworth.

## Distribuzione
Distribuito dalla Hepworth, il film - un cortometraggio di 15 minuti - uscì nelle sale cinematografiche britanniche nell'aprile 1911.
Si conoscono pochi dati del film che, prodotto dalla Hepworth, fu distrutto nel 1924 dallo stesso produttore, Cecil M. Hepworth. Fallito, in gravissime difficoltà finanziarie, il produttore pensò in questo modo di poter almeno recuperare il nitrato d'argento della pellicola.